# Natura 2000-område nr. 107 Fyns Hoved, Lillegrund og Lillestrand
 Natura 2000-område nr. 107 Fyns Hoved, Lillegrund og Lillestrand består af består af habitatområde nr. H107. Natura 2000-området ligger på den nordlige del af halvøen Hindsholm og de kystnære dele af farvandet omkring Fyns Hoved, stenrevsområdet Lillegrund samt de to beskyttede lavvandede kystlaguner
Lillestrand og Fællesstrand med de mange øer og halvøer. Området ligger i Kerteminde Kommune, i vandplanoplandene 1.10 Odense Fjord. Hele området omfatter ca. 2.192 ha, hvoraf ca. 1.960 ha består af hav og 44 ha er statseje.

## Området
Område er udpeget for at beskytte de store og artsrige arealer med kalkoverdrev samt de marine naturtyper. Området omfatter nogle af Fyns største og bedst udviklede kalkoverdrev med forekomst af mange sjældne plantearter, herunder flere sydeuropæiske steppeplanter. Den rødlistede trekløftalant har flere voksesteder i områdets overdrev.
Strandengene er generelt veludviklede og artsrige.
Området er levested for bl.a. stor vandsalamander, strandtudse og spidssnudet frø. Det nedbørsfattige og solrige klima giver også gode levevilkår for flere arter af krybdyr som hugorm, snog og markfirben, og området er et vigtigt yngle- og rasteområde for vandfugle.
Også Stenrevsområderne har et rigt dyre- og planteliv. På sandbunden ses bevoksninger af ålegræs i 4-6 meters dybde, men dækningsgraden er lav på grund af områdets eksponerede karakter.
Marsvin er udbredt i farvandet omkring Fyn med særlig stor hyppighed bl.a. omkring Fyns Hoved.

## Mejlø Vildtreservat
Omkring Mejlø og Enø mellem Korshavn og Lillestrand er der udpeget et 64 hektar stort vildreservat for at beskytte ynglefuglene i området. Der er nogle gange op mod 1000 par vandfugle der yngler på øerne, især edderfugl, stormmåge, sølvmåge, havterne, strandskade og tejst har her sit eneste ynglested ved Fyn. Derfor er der adgang forbudt på øerne, og i en 50 meter zone omkring dem i yngletiden.

## Fredning
Fyns Hoved med overdrev, krumodder og kystskrænter omkring lagunen Fællesstrand og Korshavn, i alt 90 ha, er fredet af flere omgange, i 1936, 1960, 1965, 1968 og 1975.

## Eksterne kilder og henvisninger
1. ↑  "Hovedvandopland 1.13 Odense Fjord" (PDF). Arkiveret fra originalen (PDF) 31. oktober 2017. Hentet 1. november 2017.
2. ↑  Bekendtgørelse om Reservatet  på retsinformation.dk/
3. ↑   Iflg. informationstavle på stedet 2015
4. ↑  Om fredningen på fredninger.dk

- Wikimedia Commons har flere filer relateret til Natura 2000-område nr. 107 Fyns Hoved, Lillegrund og Lillestrand
- Kort over området på miljoegis.mim.dk
- Naturplanen Arkiveret 31. oktober 2017 hos  Wayback Machine
- Basisanalysen 2016-21 Arkiveret 31. oktober 2017 hos  Wayback Machine